# アンドレアス・シュナース
アンドレアス・シュナース（Andreas Schnaas, 1968年4月1日 - ）は、ドイツ・ハンブルク出身の映画監督、俳優。
過激な残酷描写を特徴としたホラー映画（スプラッター映画）を手掛けており、監督作品は全て自主制作レベルの作品ばかりだが、ヨーロッパのホラー映画マニアからは絶大な人気を誇る。しかし、評論家からは酷評の嵐で「見る価値すらない」「映画と呼ぶのが恥ずかしい」などと散々な言われようである。
既婚者であり、現在は妻子と共にバイエルン州のエアランゲンに在住(妻のソニア・シュナースは2011年に死去)。

## 監督作品
- マニアック2001　Violent Shit (1989) 　監督・脚本・製作・特殊効果・出演
- ゾンビ2001 ザ・バトルロワイヤル　Zombie '90: Extreme Pestilence (1991)　監督・特殊メイク
- 悪魔のえじき2 デビルズ・マザー　Violent Shit II (1992)　監督・脚本・特殊効果・出演
- Goblet of Gore (1996)　監督・脚本・特殊メイク
- 悪魔のえじき ブルータル・デビル・プロジェクト　Violent Shit 3 - Infantry of Doom (1999)　監督・脚本・出演
- 食人村 カンニバル　Anthropophagous 2000 (1999)　監督・出演
- Demonium (2001)　監督・製作
- サバイバル・オブ・ザ・デッド　Nikos (2003)　監督・衣装・出演（トロマ代表のロイド・カウフマンがゲスト出演。ジョージ・Ａ・ロメロ監督の2009年の作品とは別物）
- トレジャーゾンビ 蘇るテンプル騎士団の亡霊　Don't Wake the Dead (2007)　監督

## 監督以外の作品
- Mutation (1999)　出演
- Diabolica (1999)　出演
- Midnight's Calling (2000)　出演
- Damonenbrut (2000)　出演
- Fog2- Revenge of the Executed (2002)　出演
- Parts of the Family (2003)　出演
- Angel of Death 2 (2007)　出演